# Burg Neuhaus (Giekau)
Die Burg Neuhaus ist eine abgegangene Turmhügelburg (Motte) in der Niederung östlich des Gutes  Neuhaus bei Giekau im Kreis Plön in Schleswig-Holstein.  Südlich der Burg liegt auch die Waterburg.
Als Besitzer der 1239 erwähnten Burg wird die Familie von Ghikowe genannt.
Bei der Mottenanlage handelte es sich um einen mit Wassergraben umgebenen und teilweise mit Findlingen befestigten Turmhügel, eine mit Dachziegeln gespickte Erhebung „Mönch und Nonne“. Von der ehemaligen Burganlage ist noch der Turmhügel erhalten.